# Nevromus intimus
Nevromus intimus is een insect uit de familie Corydalidae, die tot de orde grootvleugeligen (Megaloptera) behoort.